# Vriesea morrenii
Vriesea morrenii là một loài thuộc chi Vriesea. Đây là loài đặc hữu của Brasil.